# Hubert Ramsey
Hubert Walter Ramsey (Tottenham, Londres, 3 d'octubre de 1874 – Battle, East Sussex, 1968) va ser un jugador de lacrosse anglès que va competir a primers del segle xx. El 1908 va prendre part en els Jocs Olímpics de Londres, on guanyà la medalla de plata en la competició per equips de Lacrosse, com a membre de l'equip britànic.